# Beatrice Cyiza
Beatrice Cyiza est une femme politique rwandaise qui occupe le poste de directrice générale de l'environnement et changement climatique au ministère de l'environnement du Rwanda depuis 2021,.

## Biographie
Avant de rejoindre le ministère de l'Environnement elle a travaillé à l'Institut Rwandais pour l'agriculture de conservation en tant que coordinatrice administrative des affaires académique. Vulgarisation et recherche appliquée. Auparavant, elle a occupé le poste d'agente d'audit et surveillance environnementale à l'Autorité de gestion de l'environnement du Rwanda, REMA.
Beatrice CYIZA est directrice générale de l'environnement et du changement climatique au ministère de l'environnement du Rwanda, supervisant l'élaboration et la diffusion d'instruments juridiques, de stratégies et de programmes liés à la protection de l'environnement, au changement climatique et à la lutte contre la pollution. À travers divers postes et formations, elle a accumulé une vaste expérience en gestion de l'environnement. 
Avant de rejoindre le ministère de l'Environnement, elle a travaillé à l'Institut rwandais pour l'agriculture de conservation en tant que coordinatrice administrative pour les affaires académique, la vulgarisation et recherche appliquée. Auparavant, elle a été chargée d'audit et de surveillance environnemental à l'Autorité de gestion de l'environnement du Rwanda, REMA et a également été le point focal du protocole de Nagoya pendant plus de 7 ans. En tant que point focal national pour le Protocole de Nagoya, elle a géré différents projets visant à réglementer l'accès aux ressources génétiques en élaborant différentes stratégies et encore plans. En sa qualité d'agente d'audit et de surveillance environnementale; elle a mené des activités d'audit environnemental pour différents projets en cours d'exploitation et a surveillé leur conformité aux réglementations environnementales.